# Frédéric Kanouté
Frédéric "Fredi" Oumar Kanouté (sinh 2 tháng 9 năm 1977 tại Sainte-Foy-lès-Lyon, gần Lyon) là một cựu cầu thủ bóng đá Mali sinh tại Pháp, chơi ở vị trí tiền đạo. Ngày 2 tháng 2 năm 2008, Kanouté được bình chọn là Cầu thủ xuất sắc nhất châu Phi năm 2007.

## Sự nghiệp
Với tầm vóc cao lớn, Kanouté được phát hiện tài năng ở vị trí tiền đạo bởi câu lạc bộ nổi tiếng ở địa phương, Olympique Lyonnais, và anh gia nhập câu lạc bộ với vai trò học việc vào năm 1997. Trong thời gian ở Lyon, anh khoác áo đội tuyển dưới 21 tuổi của Pháp..
Kanouté chuyển sang Anh thi đấu cho West Ham United năm 2000. Anh chơi 84 trận cho câu lạc bộ ở Bắc London này, ghi được 29 bàn. Tốc độ và tư duy chơi bóng của anh đã thu hút Tottenham Hotspur, và câu lạc bộ này mua anh vào cuối mùa bóng 2002-03.
Mặc dù có đủ tư cách chơi cho cả hai đội tuyển Pháp và Mali (cha anh là người Mali), Kanouté đã chọn đội tuyển Mali. Kanouté trở thành cầu thủ ghi nhiều bàn nhất cho Mali tại Cúp bóng đá châu Phi 2004. Kanouté ghi 4 bàn trong 4 trận đấu, giúp Mali lọt vào tới bán kết của giải đấu này.
Kanouté cũng có được thành công tại Tottenham, khi anh ghi bàn ngay trận đầu ra mắt. Tuy nhiên sau đó anh bộc lộ sự bất mãn khi tỏ ra thích tham dự Cúp bóng đá châu Phi với đội tuyển hơn là thi đấu tại Premiership cho câu lạc bộ, và vắng mặt không phép trong chuyến du đấu của Tottenham hè 2005 ở Mauritius.
Do vậy, Kanouté bị chuyển nhượng sang Sevilla ngày 17 tháng 8 năm 2005 với mức giá 6,5 triệu bảng Anh. Anh vào sân từ băng ghế dự bị trong trận chung kết Cúp UEFA năm 2006 gặp Middlesbrough và ghi được một bàn ở phút 89. Chung cuộc Sevilla thắng 4-0 và giành Cúp.
Lần gặp lại câu lạc bộ cũ Tottenham Hotspur đầu tiên của Kanouté trong màu áo Sevilla là hai lượt đấu ở UEFA Cup mùa bóng 2006/2007. Anh ghi được 2 bàn thắng ở cả hai lượt đấu và giúp đội nhà giành chiến thắng chung cuộc 4-3.
Mùa bóng 2006/2007 Kanouté thể hiện sự hữu ích của mình. Anh giữ vai trò quan trọng ở câu lạc bộ khi góp công giúp Sevilla giành được những thành tích nổi trội trên cả ba mặt trận. Anh ghi bàn thắng duy nhất trong trận chung kết Cúp Nhà vua Tây Ban Nha trước Getafe, ghi một bàn trong trận chung kết Cúp UEFA gặp Espanyol (sau đó Sevilla bảo vệ được danh hiệu khi thắng ở loạt sút luân lưu 11m) , cũng như những bàn thắng đóng góp trong Giải vô địch bóng đá Tây Ban Nha.
Mùa giải này Real Madrid giành chức vô địch quốc gia Tây Ban Nha còn Sevilla của Kanouté về thứ 3. Khi kì chuyển nhượng mùa hè 2007 bắt đầu, nhiều câu lạc bộ đã liên hệ với Kanouté, trong đó có các câu lạc bộ của Anh như Portsmouth, Bolton và Newcastle, tuy nhiên anh vẫn ở lại Sevilla. Kanouté được định giá khoảng 7 triệu bảng Anh.
Vào tháng 10 năm 2007, Kanouté, cùng với đồng đội ở đội tuyển Mali bị các cổ động viên quá khích của đội tuyển Togo tấn công sau khi họ loại Togo ở vòng loại Cúp bóng đá châu Phi.
Tháng 2 năm 2008, với những thành tích nổi trội với câu lạc bộ Sevilla trong năm 2007, Frédéric Kanouté đã vượt qua Didier Drogba (Cầu thủ xuất sắc nhất châu Phi 2006) để nhận danh hiệu Cầu thủ xuất sắc nhất châu Phi năm 2007.

## Đời tư
Frédéric Kanouté gia nhập Đạo Hồi vào khoảng năm 20 tuổi. Do đó áo thi đấu của anh ở câu lạc bộ Sevilla không có quảng cáo, vì nhà tài trợ, 888.com, là một công ty cá cược qua Internet, và cá cược đi ngược với nguyên tắc của Hồi giáo. Tuy nhiên, công ty này đã đồng ý với việc tài trợ cho một hội từ thiện Hồi giáo để đổi lấy việc Kanouté mặc áo đấu có quảng cáo.
Frédéric Kanouté cũng bỏ ra hơn 700 000 đô la Mỹ để mua một nhà thờ Hồi giáo cho riêng mình. Nhà thờ này được bán sau khi hợp đồng sử dụng nhà thờ của dân cư theo đạo Hồi ở địa phương kết thúc.
Năm 2006, anh cũng đầu tư để thành lập một Làng trẻ em ở Mali.

## Danh hiệu
Cá nhân
- Cầu thủ xuất sắc nhất châu Phi: 2007

Đội bóng
Sevilla
- Siêu Cúp châu Âu: 2006
- Cúp UEFA: 2006, 2007
- Cúp quốc gia Tây Ban Nha: 2007
- Siêu Cúp Tây Ban Nha: 2007